# Marilyn Mazur
Marilyn Mazur (ur. 18 stycznia 1955 w Nowym Jorku) – duńska perkusistka, wokalistka, kompozytorka, tancerka, pianistka i liderka wielu zespołów muzycznych.

## Biografia artystyczna
Marilyn Mazur urodziła się w Nowym Jorku, ale od 6 r. życia mieszkała w Danii. Jest polskiego i afroamerykańskiego pochodzenia. Karierę muzyczną rozpoczęła jako tancerka w Creative Dance Theatre w 1971 r. Jako kompozytorka i pianistka założyła swój pierwszy zespół Zirenes w 1973 r.
Od 1975 r. grała w licznych zespołach, z których najbardziej znanym był Six Winds z Alexem Rielem. Chociaż była samoukiem w grze na perkusji i instrumentach perkusyjnych, ukończyła także później Duńską Królewską Akademię Muzyczną. W 1983 r. zaczęła grać w jazzowym kwartecie z saksofonistą Uffem Markussenem.
Współpracowała następnie m.in. z takimi muzykami jak John Tchicai, Pierre Dørge z New Jungle Orchestra, Niels-Henning Ørsted Pedersen, Palle Mikkelborg, Arild Andersen, Eberhard Weber, Peter Kowald, Jeanne Lee, Lindsay Cooper (była członkini słynnej grupy Henry Cow).
Jako lider prowadziła także całkowicie żeńską grupę muzyczno-teatralną Primi Band.
W 1985 r. współpracowała z Milesem Davisem. Ponownie była perkusistką w jego grupie w latach 1988 i 1989. W 1986 r. została perkusistką słynnej orkiestry Gila Evansa. W 1987 r. grała w Wayne Shorter Quintet.
Pod koniec lat 80. wzięła udział w projekcie „Oh Moscow” Lindsay Cooper. Występ zespołu realizującego ten program: Lindsay Cooper, Sally Potter, Alfred Harth, Hugh Hopper, Phil Minton, Elvira Plenar i Marilyn Mazur – został nagrany na 7 Międzynarodowym Festiwalu Muzyki Współczesnej w Victoriaville w Kanadzie 8 października 1989 r. i wydany w 1991 r.
W 1989 r. rozpoczęła realizowanie swoich dwóch projektów. Pierwszym jest Future Song, trwający do dziś, którego efektem jest album nagrany przez nią ze swoim septetem Pulse Unit i kilka innych. W projekcie tym na basie gra jej mąż Klavs Hovman. Drugim projektem jest żeński kwartet perkusyjny Percussion Paradise.
W tym samym roku na Kopenhaskim Festiwalu Jazzowym wykonała z 40-osobowym zespołem swoją godzinną kompozycję o charakterze suity.
W 1990 r. urodziła syna Fabiana. W 1991 r. rozpoczęła trwającą do dziś współpracą z Janem Garbarkiem. W 1994 ze swoim nonetem Pulse Unit wystąpiła na koncercie Jazzpar-prize.
W 1998 r. jej suita A Story of Multiplicity została nominowana do nagrody Nordic Council’s Music Prize i ukazała się na albumie. W tym okresie rozpoczęła prowadzić serię koncertów dla dzieci pod nazwą Magic Concert.
W 1999 r. wystąpiła na pierwszym Biennale de Percussions z Conakry w Gwinei wspólnie z członkami Guinea Ballet Joliba. Także w tym roku wykonała swoją suitę Den Kuglerunde Jord z prawie 200 dziećmi na festiwalu w Hvidovre w pobliżu Kopenhagi. W 2001 r. współpracowała z norweskim big bandem Norske Store. W 2002 r. wykonała serię solowych koncertów dla dzieci.
W sierpniu 2008 wystąpiła na warszawskim festiwalu Jazz na Starówce.

## Nagrody
- 1983 Nagroda Bena Webstera
- 1989, 1990, 1995, 1997, 1998, 2002 Magazyn Down Beat wybrał jako Talent zasługujące na szersze uznanie.
- 2001 Najwyższa jazzowa nagroda Jazzpar prize
- 2004 Otrzymała nagrodę Edition Wilhelm Hansens Komponist-Prize – przyznawaną wyłącznie kompozytorom muzyki poważnej
- 2007 18 września odebrała w Oslo Telenor’s International Culture Award

## Dyskografia

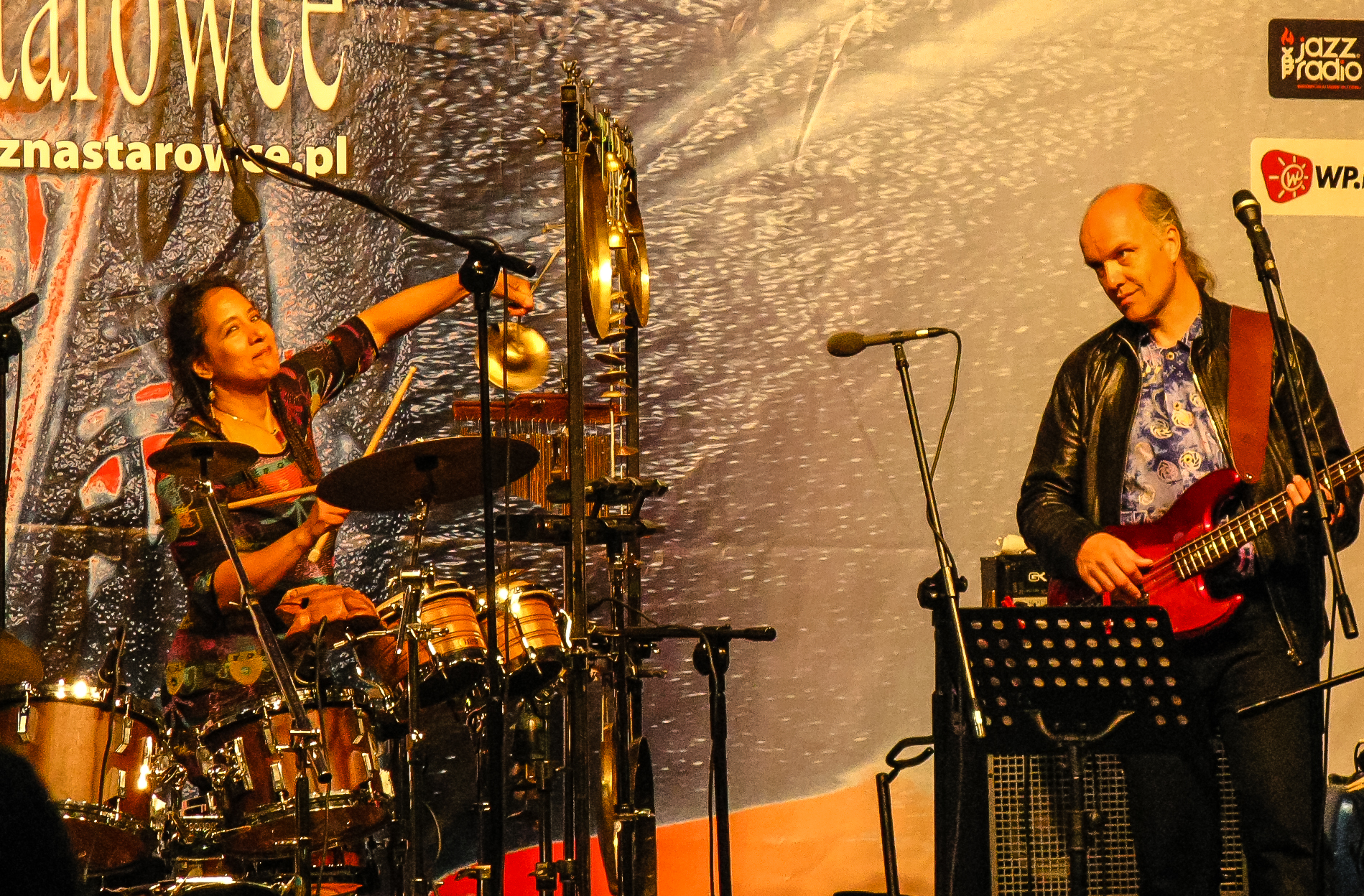
Marilyn Mazur Group na festiwalu Jazz na Starówce, 30 sierpnia 2008

- - Albumy niefirmowane przez Marilyn
- Six Wind
- 1982 Pierre Dørge & New Jungle Orchestra
- 1983 Lindsay Cooper. Golddiggers
- 1984 Pierre Dørge & New Jungle Orchestra. Brikama
- 1985 Pierre Dørge & New Jungle Orchestra. Even the Moon is Dancing
- 1985 Ocean Fables
- 1986 Eje Thelin/E.T. Project. Live at Nefertiti
- 1987 Lasse Englund. Anchor
- 1988 Gil Evans/Laurent Cugny. Rhythm-a-ning
- 1988 Canaille (z międzynarodowego festiwalu kobiecej improwizacji)
- 1988 Peter Kowald. Duos Europa
- 1989 Miles Davis. Aura (nagr. 1985, wyd. 1989)
- 1989 Rena Rama with Marilyn Mazur
- 1989 Kim Kristensen. Aner
- 1990 Torben Westergaard. What I Miss
- 1991 Charlie Mariano/Jasper van 't Hof feat. Marilyn Mazur. Innuendo
- 1991 Lindsay Cooper. Oh Moscow (nagrane na koncercie w 1989)
- 1992 Miles Davis. Doo-bop (niepewne)
- 1992 Ocean Fables. Havblik
- 1992 Karten Houmark Group. Follow Me, Follow You

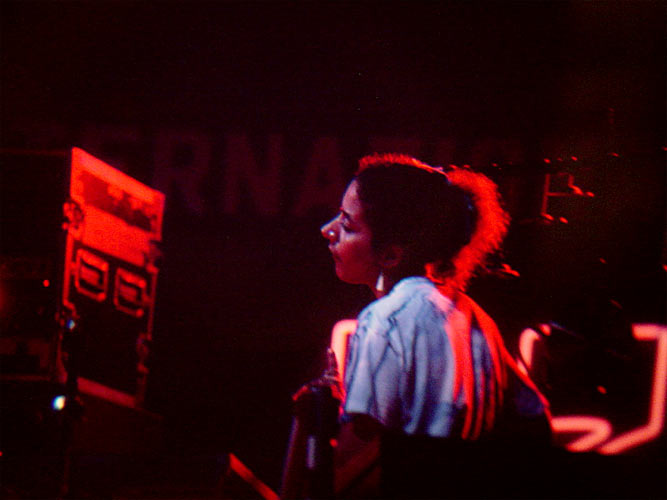
Marilyn Mazur 1987

- 1992 Niels-Henning Ørsted Pedersen. Uncharted Land
- 1993 Jan Garbarek Group. Twelve Moons
- 1993 Miles Davis. Niewydany koncert z Kopenhagi (z 1985?)
- 1993 Bjarne Jes Hansen. Der er børn alle vegne
- 1994 Kenneth Knudsen. Sounds and Silence
- 1994 Jon Balke with Magnetic North Orchestra. Further
- 1994 Hans Ulrik. Strange World
- 1995 Lars Danielsson. European Voices
- 1995 Palle Mikkelborg. Soundscape-Fredsskulptur 1995
- 1996 Jan Garbarek. Visible World
- 1996 Sussi Hyldgård. My Female Family
- 1996 Sigvart Dagsland. Laiv
- 1997 Copenhagen Art Ensemble. Shape of Twelve
- 1997 Peter Bastian. Northern Lights
- 1997 LLL Mental Colors (John Lee, Chuck Loeb, W. Lackerschmid, Marilyn Mazur)
- 1998 Jan Garbarek. Rites
- 1999 Simon Spang. Hanssen & Måneklar Wondering
- 2000 Frans Bak. Natsange
- 2001 Lotte Anker/Marilyn Crispell/Marilyn Mazur
- 2002 Flower Machine. Dancing on Monday
- 2002 Agnes Buen Garnås. Han Rider Den Mørke Nat
- 2003 Gil Evans/Laurent Cugny. Golden Hair.
- 2004 Gudrun Holck. Muse
- 2005 Stemmernes Skygge
- 2005 Ketil Bjørnstad. Floating
- 2006 Carten Dahl. Short Fairytales
- 2006 Dhafer Youssef. Divine Shadow
- 2006 Helve Sunde, Norske Store, Denada, Olga Konkova, Marilyn Mazur
- 2007 Saxopaths. Unfocused Welcomes (tylko w jednym utworze)
  - Albumy jako lider
- 1984 Primi Band. Primi
- 1984 Mazur/Markussen Quartet. MM4
- 1992 Marilyn Mazur’s Future Song.
- 1995 Marilyn Mazur & Pulse Unit. Circular Chant
- 1997 Marilyn Mazur’s Future Song. Small Labirynts
- 1998 A Story of Multiplicity (z Brande International Music Workshop Orchestra)
- 2000 Marilyn Mazur/Ars Nova/Copenhagen Art Ensemble. Jordsange
- 2002 All the Birds
- 2002 Marilyn Mazur’s Tryllemusic (dla dzieci, z dziećmi)
- 2004 Marilyn Mazur’s Future Song. Daylight Stories
- Marilyn Mazur, Harry Beckett, Chris McGregor. Grandmothers Teaching
- 2008 Marilyn Mazur, Jan Garbarek. Elixir.
- 2010 Marilyn Mazur Group. Tangled Temptations & The Magic Box
- 2011 Celestial Circle

## Film
- Marilyn Mazur. Queen of Perkussion. 2006 (72 min.)